# Liolaemus anomalus
Liolaemus anomalus är en ödleart som beskrevs av  Núñez och YÁÑEZ 1984. Liolaemus anomalus ingår i släktet Liolaemus och familjen Tropiduridae.

## Underarter
Arten delas in i följande underarter:
- L. a. anomalus
- L. a. ditadai